# Mopsea squamosa
Mopsea squamosa is een zachte koraalsoort uit de familie Isididae. De koraalsoort komt uit het geslacht Mopsea. Mopsea squamosa werd in 1919 voor het eerst wetenschappelijk beschreven door Kükenthal. 